# Nettingsdorf Challenger 1998
Il Nettingsdorf Challenger 1998 è stato un torneo di tennis facente parte della categoria ATP Challenger Series nell'ambito dell'ATP Challenger Series 1998. Il torneo si è giocato a Nettingsdorf in Austria dal 10 al 16 agosto 1998 su campi in terra rossa.

## Vincitori

### Singolare
Markus Hipfl ha battuto in finale  Clemens Trimmel con il punteggio di 6–2, 6–0

### Doppio
Tomáš Krupa /  Borut Urh hanno battuto in finale  Tomáš Cibulec /  Leoš Friedl con il punteggio di 6–1, 6–4